# 麥克休鎮區 (阿肯色州獨立縣)
麥克休鎮區（英語：McHue Township）是位於美國阿肯色州獨立縣的一個行政鎮區。

## 地方資料
麥克休鎮區的面積為44.59平方千米，當中陸地面積為43.80平方千米，而水域面積為0.79平方千米。根據2010年美國人口普查的數據，當地共有人口3683人，而人口密度為每平方千米82.6人。